# Jesús Wilson
Jesús Wilson – kubański i od 1995 roku amerykański zapaśnik walczący w stylu wolnym. Zajął szóste miejsce na mistrzostwach świata w 1993. Wicemistrz panamerykański w 2003. Triumfator igrzysk Ameryki Środkowej i Karaibów w 1993. Drugi w Pucharze Świata w 2003 roku.
Zawodnik Upper Iowa University. Dwa razy All-American w NCAA Division III, pierwszy w 2000 i 2002 roku.